# Photographe ambulant
Un photographe ambulant est un artisan non sédentaire qui exerce son activité commerciale de prise de vue sur la voie publique souvent à l’aide d’une chambre-laboratoire photographique de fabrication artisanale, qui permet le développement et la réalisation de tirages sur place en quelques minutes.

## Histoire
Dès la fin du XIXe siècle, des photographes ambulants, passaient dans les campagnes, de villages en villages dans les foires agricoles, les fêtes foraines, les lieux villégiatures, les stations thermales, les stations balnéaires, et les sites touristiques.
Ils se déplaçaient dans une carriole aménagée en laboratoire, qui leur permettait de transporter leur chambre photographique et les toiles peintes qui servaient de fond. Ils réalisaient des photographies d’identité, des portraits de mariage et des photos de famille.
Certains photographes n’étaient équipés que d’une chambre-laboratoire portative qui leur permettait de développer les tirages sur place en plein jour.
Tout au long du XXe siècle, cette pratique est restée très vivante dans certains pays comme en Afrique de l'Ouest, en Afghanistan, au Brésil et à Cuba.
L’apparition de l’appareil à développement instantané Polaroid et des cabines photographiques automatiques Photomaton a entraîné sa disparition progressive.
Bien que ce commerce traditionnel, toujours connu sous les vocables de photographes de rue, photo-filmeurs, Street Photographers, Fotógrafo lambe-lambe ou Minuteros, soit considéré comme pratiquement éteint au 21e siècle, il existe des initiatives récentes pour sauver sa valeur culturelle et artistique.

Chambre-laboratoire portative artisanale utilisée dans les rues d’Istanbul dans la première moitié du xxe siècle. Coll. Fotomuseum Antwerpen.

### Chambre-laboratoire portative
La chambre laboratoire portative est un appareil photo de fabrication artisanale, qui permet la prise de vue, le développement et l’obtention d’un tirage photo sur papier en plein jour.
Elle est constituée d’une caisse en bois sur laquelle est fixé un objectif muni d’un obturateur, souvent récupéré sur un appareil photo à soufflet qui permet la mise au point.
Dans la caisse aménagée se trouvent un verre dépoli pour la mise au point et un support qui permet de fixer la feuille papier sensible. Deux cuvettes contenant le révélateur et le fixateur permettent le développement, et une boite hermétique à la lumière contient une réserve de papier sensible, au format 9x12.
Une fois le cadrage et la mise au point effectués, la chambre est fermée pour éviter toute lumière parasite. Le photographe glisse sa main dans une ouverture avec un manchon en tissu noir étanche à la lumière et place la feuille de papier sur son support, puis déclenche l’obturateur, réglé en fonction de la lumière ambiante.
L’épreuve négative obtenue est développée à l’intérieur de la chambre par le manchon. Elle est ensuite placée sur une planchette fixée l’avant de l’appareil et une nouvelle photo est prise de cette image négative, ce qui permet d’obtenir un tirage positif. Le rinçage de l’épreuve se fait dans un seau d'eau. L’opération dure une dizaine de minutes.
Cette chambre laboratoire portative est appelée, selon les pays, Afghan Box, kamra-e-faoree (appareil instantané),, Lambe-lambe, Street box camera (en).

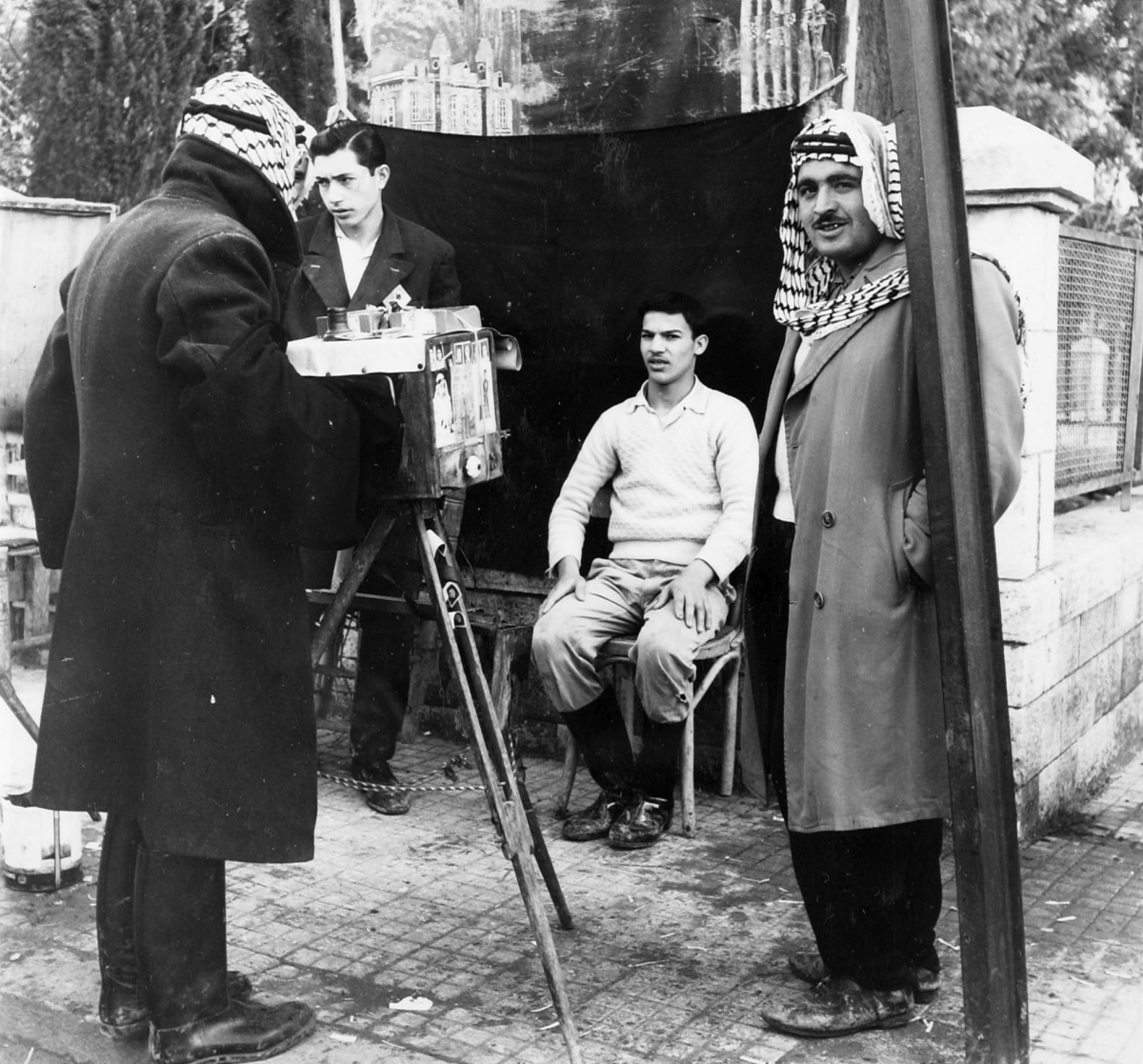
Photographe de rue en 1965 en Syrie.
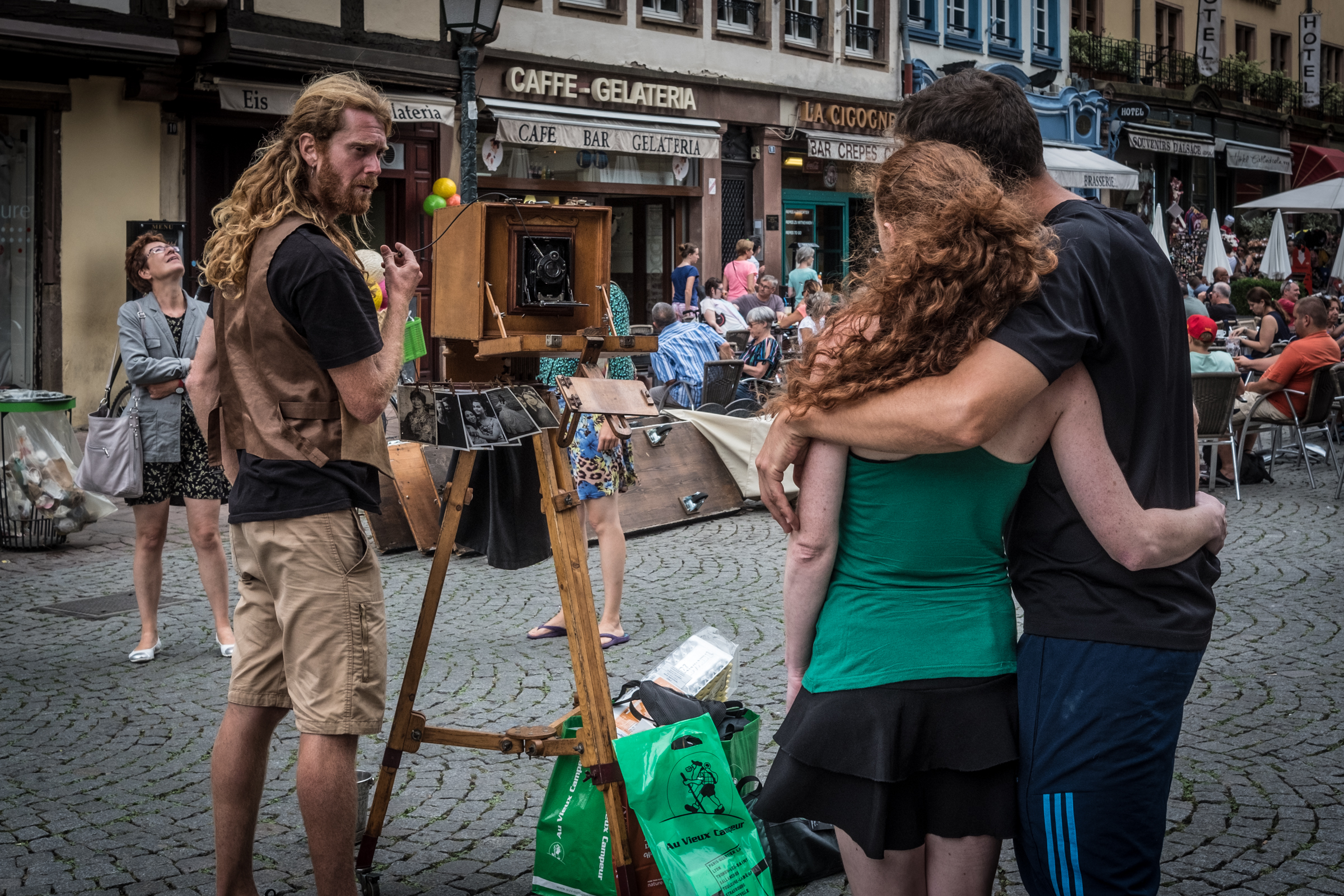
Photographe ambulant à Strasbourg en août 2018
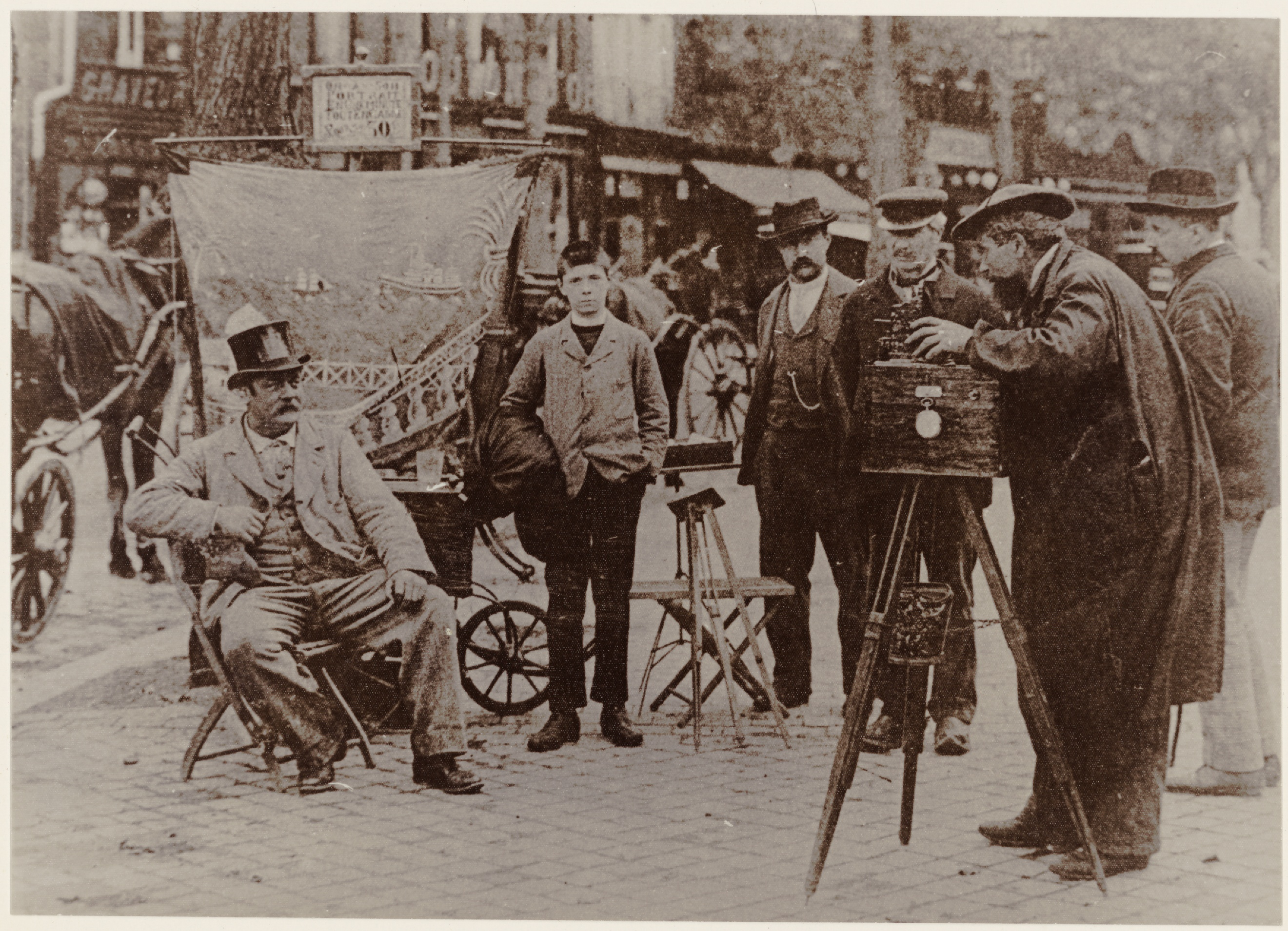
Un photographe ambulant à la fin du XIXe siècle

### Photo-filmeur
Apparu au lendemain de la Seconde Guerre mondiale, le photo-filmeur est un photographe qui réalise des prises de vues sur la voie publique, dans des lieux touristiques, dans les discothèques, dans des centres de vacances, sur les plages, au bas des pistes des stations de montagne, sur La Croisette pendant le festival de Cannes, etc. Les photo-filmeurs prennent des photos des passants et leur remettent un ticket avec l’adresse où elles peuvent être vues dans les vitrines leur magasin et achetées.
Considérée comme une concurrence déloyale par les photographes sédentaires, leur présence est combattue tant par les syndicats de photographes professionnels, que par les maires des communes concernées qui ont voulu faire interdire leur activité, mais un arrêt du Conseil d’État, a confirmé leur droit d’exercer librement cette profession en 1951, sous réserve d’« autorisation pour l’exercice de la profession de photographe sédentaire sur la voie publique, parcs et jardins publics » qui donne lieu au paiement de droits de place mensuels.